# デジャヴ (映画)
『デジャヴ』（原題：Déjà Vu）は、2006年に公開されたアメリカ合衆国のSF・サスペンス映画。プロデューサーはジェリー・ブラッカイマー、監督はトニー・スコット。

## あらすじ
2006年2月28日マルディグラの日、ニューオリンズのカナルストリートで543名もの犠牲者を出す大規模なフェリー爆発事故が発生。現場を捜査した結果、爆発がテロによるもので、爆発現場の近くで発見された女性死体が殺人によるものだということも判明した。
アメリカ連邦捜査機関ATFのダグ・カーリンは、FBI特別捜査班への協力を要請される。そこで「白雪姫」（Snow White）と名付けられた監視システムにより記録された4日と6時間前の映像を見せられる。

## キャスト
ダグ・カーリン
演 - デンゼル・ワシントン、日本語吹替 - 大塚明夫
ATF特別捜査官。フェリー爆発事故の担当にあたる。
クレア・クチヴァー
演 - ポーラ・パットン、日本語吹替 - 安藤麻吹
爆破事件の被害者。
ポール・プライズワーラ
演 - ヴァル・キルマー、日本語吹替 - 木下浩之
FBI特別捜査官。
キャロル・オースタッド
演 - ジム・カヴィーゼル、日本語吹替 - てらそままさき
爆破事件の犯人。
アレグザンダー・デニー博士
演 - アダム・ゴールドバーグ、日本語吹替 - 鉄野正豊
「白雪姫」の開発者。
ガナース
演 - エルデン・ヘンソン、日本語吹替 - 櫻井章喜
デニー博士の助手。
シャンティ
演 - エリカ・アレクサンダー、日本語吹替 - 鈴木佳由
デニー博士の助手。
ジャック・マクレディ
演 - ブルース・グリーンウッド、日本語吹替 - 谷口節
FBI特別捜査官。爆破事件捜査の責任者。
スタルハス
演 - リッチ・ハッチマン、日本語吹替 - 清水明彦
ATF特別捜査官。
ラリー・ミヌーティ
演 - マット・クレイヴン、日本語吹替 - 水内清光
ATF特別捜査官。ダグの相棒。
ベス
演 - ドナ・スコット
クレアの友人。
アビー
演 - エル・ファニング、日本語吹替 - 根本圭子
ベスの娘。クレアが時々面倒を見ている。
クレアの父
演 - エンリケ・カスティージョ、日本語吹替 - 世古陽丸
爆破事件の解決をダグに託す。
ケヴィン・ドネリー
演 - マーク・フィニー、日本語吹替 - 後藤敦
ATF支局捜査官。肥満体。

## スタッフ
- 監督：トニー・スコット
- 製作：ジェリー・ブラッカイマー

## 評価
批評家の感想は賛否両論だった。Rotten Tomatoesでの平均は55% (5.9/10)。映画サイトMetacriticでの32人のプロの評論家の平均も59点。ABCニュースのJoel Siegelは、映画の技術面では「よくできている」が、タイムトラベルの科学的説明は「お馬鹿で退屈」と評した。

## その他
本作、『パイレーツ・オブ・カリビアン/ワールド・エンド』、『ナショナル・トレジャー リンカーン暗殺者の日記』のブラッカイマー製作3作品の日本公開応援プロジェクト・総合プロデューサーをタレント・新庄剛志が務めた。

## 映像ソフト
2007年8月3日にBlu-ray DiscとDVDで発売。発売元・販売元はウォルト・ディズニー・スタジオ・ジャパン。Blu-ray Disc版、DVD版ともに本編の他に特典映像も収録。特典内容は共通で、各シーンのメイキングを収録。さらに、監督によるコメンタリ付きの未公開シーンや追加シーンも収めている。
- デジャヴ（DVD、2007年8月3日発売、VWDS-3311）
- デジャヴ（Blu-ray Disc、2007年8月3日発売、VWBS-1026）
- デジャヴ（DVD、2010年3月17日発売、VWDS-2201） - 廉価版
- デジャヴ（Blu-ray Disc、2010年9月22日発売、VWBS-1146） - 廉価版